# Candelaria (Tenerife)
Candelaria je grad i općina smještena na otoku Tenerife (Kanarski otoci, Španjolska). 
Broj stanovnika iznosi 26.290. Mjesto je hodočašća na Kanarskim otocima, jer grad ima baziliku Basílica de Nuestra Señora de la Candelaria (Gospe od Candelaria, zaštitnice na Kanarskim otocima).

## Povijest
U četrnaestom stoljeću (prije španjolskog osvajanja) sliku Djevice Marije našla su dva pastira, mjesni Guanches na obližnjoj plaži. u vezi slike događala su se čuda i bila je štovana u pećini kralja aboridžinskog područja i tek nakon dolaska konkvistadora preseljena je u drugu pećinu iza sadašnje bazilike. Slika je nazvana Gospa od Candelaria, ili Gospa od svijeća, jer je držala svijeću u ruci. Godine 1672. izgrađena je velika crkva uništena u požaru 1789.
Godine 1559., papa Klement VIII. imenovao je Gospu od Candelaria zaštitnicim Kanarskih otoka, a 12. prosinca, 1867., papa Pio IX. proglašava je glavnom zaštitnicom Kanarskih otoka. Dana, 13. listopada 1889. je kanonski okrunjena slika. Sadašnja bazilika je sagrađena između 1949. i 1959. u blizini pećine. Ima kapacitet primiti 5000 vjernika i jedan je od najvažnijih svetišta Španjolske. 24. siječnja, 2011., hram je podignut na dostojanstvo manje bazilike odlukom pape Benedikta XVI.
S 2,5 milijuna posjetilaca i hodočasnika godišnje, Candelaria je jedao od najposjećenijih svetišta Španjolske. Svake godine 2. veljače i 15. kolovoza tisuće hodočasnika iz Španjolske i drugdje iz svijeta, dolaze na hodočašće Djevici Mariji.

## Fotografije
- Bazilika Gospe od Candelaria.
- Slika Djevice od Candelaria unutar bazilike.
- Brončana statua kraljeva Aboridžini.